# Водные ресурсы Казахстана

Водохозяйственные бассейны Республики Казахстан

Водные ресурсы Казахстана сильно зависят от речного и озёрного стока. Из-за своего географического положения Республика Казахстан обладает дефицитом водных ресурсов.
Удельная водообеспеченность Республики Казахстан — 37 тыс. м³/км² или 6 тыс. м³ на одного человека в год. Большая территория Казахстана относится к бессточным бассейнам внутренних озёр, не имеющих выхода к океану. Атмосферные осадки незначительны, за исключением горных регионов.
Общие водные ресурсы рек составляют 101 км³, из которых 57 км³ формируются на территории Казахстана. Остальной объём поступает из сопредельных государств: России — 8 км³, Китая — 19 км³, Узбекистана — 15 км³, Кыргызстана — 3 км³.
|                | Запасы пресной воды в км³ |
| -------------- | ------------------------- |
| Озёра          | 190                       |
| Водохранилища  | 95                        |
| Сток рек       | 101                       |
| Подземные воды | 95                        |
| Ледники        | 58                        |
| Всего          | 539                       |

## Водопотребление
В 2014—2016 гг. объём ежегодного потребления воды в Казахстане составил в среднем 22,5 км³, из которых 95 % — это поверхностные воды. Вода на промышленные нужды составляла 5,23 км3 или 25 % от всего объёма водопотребления. Основные потребители это предприятия теплоэнергетики, цветной металлургии, нефтяной промышленности. Водопотребление в сельском хозяйстве — 12,1 км3, которое полностью является безвозвратным, 98 % всей воды приходится на долю орошения.
Использование питьевой воды в общей структуре водопотребления не превышает 4-5 %.